# Indira Gandhi
Indira Priyadarśinī Gāndhī (Devanāgarī: इन्दिरा प्रियदर्शिनी गान्धी; IPA: [ɪnd̪ɪraː prɪjəd̪ərʃɪniː gaːnd̪ʰiː]; tên thời trẻ là Indira Priyadarshini Nehru, sinh ngày 19 tháng 11 năm 1917, mất ngày 31 tháng 10 năm 1984) là Thủ tướng Ấn Độ từ 19 tháng 1 năm 1966 đến 24 tháng 3 năm 1977, và lần thứ hai từ ngày 14 tháng 1 năm 1980 cho đến khi bị ám sát ngày 31 tháng 10 năm 1984.
Là con gái của thủ tướng đầu tiên, Jawaharlal Nehru, và là mẹ của một thủ tướng khác, Rajiv Gandhi, Indira Gandhi là một trong những chính khách nổi bật nhất sau khi Ấn Độ giành độc lập. Bà không có quan hệ họ hàng gì với Mahatma Gandhi.

## Thiếu thời
Gia tộc Nehru thuộc giai cấp Brahmin ở bang Jammu, ở Kashmir và ở Delhi. Ông nội của Indira là một luật sư giàu có ở Allahabad thuộc bang Uttar Pradesh. Ông là một trong số những thành viên quan trọng nhất của Đảng Quốc Đại Ấn Độ trong thời kỳ tiền Gandhi, là người soạn thảo bản Báo cáo Nehru, sự lựa chọn của nhân dân cho thể chế chính trị tương lai của Ấn Độ đối nghịch với thể chế của Anh. Cha của bà, Jawaharlal Nehru là một luật sư trí thức, cũng là nhà lãnh đạo được yêu thích trong Phong trào Độc lập Ấn Độ. Người vợ trẻ của ông, Kamala, sinh hạ Indira Priyadarshini Nehru vào thời điểm Nehru gia nhập phong trào độc lập cùng với Mahatma Gandhi.
Lớn lên trong sự chăm sóc của người mẹ vẫn thường bệnh tật và xa cách gia đình bên nội, Indira phát triển bản năng tự vệ và tính cách đơn độc. Indira thường bất hòa với các bà cô (chị em của cha), đáng kể nhất là với Vijayalakshmi Pandit (nữ chủ tịch đầu tiên của Đại hội đồng Liên Hợp Quốc), những tranh chấp này được họ đem theo vào chính trường.
Indira Priyadarshini Nehru thành lập phong trào Vanara Sena cho thanh thiếu niên, thủ giữ một vai trò tuy nhỏ nhưng có nhiều ảnh hưởng trong Phong trào Độc lập Ấn Độ, tổ chức những cuộc phản kháng và diễu hành, cũng như hỗ trợ các chính khách đảng Quốc Đại phổ biến các ấn phẩm nhạy cảm và tài liệu bị cấm đoán. Theo một giai thoại, Indira đã giấu một văn kiện quan trọng trong cặp sách để đem ra khỏi ngôi nhà bị cảnh sát theo dõi cẩn mật, đó là bản phác thảo khởi xướng cuộc cách mạng vào đầu thập niên 1930.

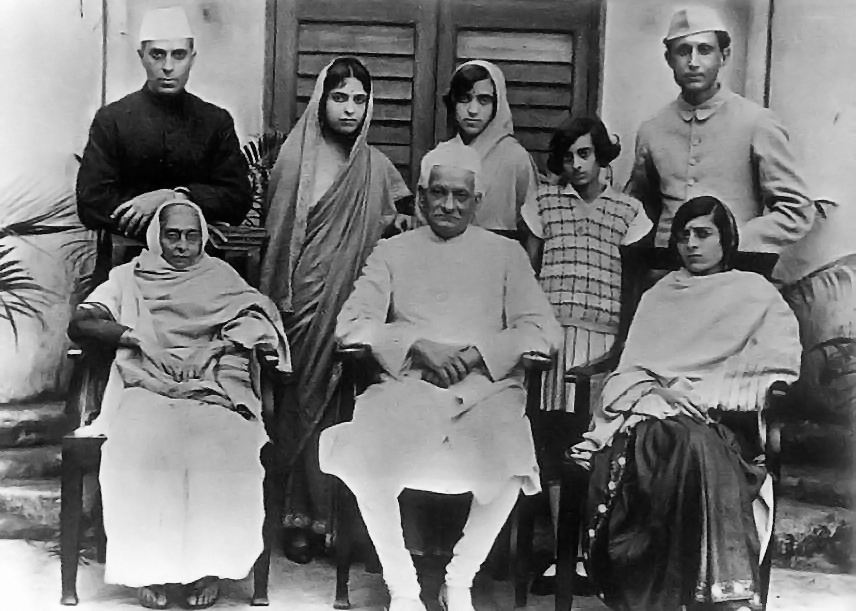
Gia tộc Nehru - Đứng (từ trái): Jawaharlal Nehru, Vijayalakshmi Pandit, Krishna Hutheesing, Indira, và Ranjit Pandit; Ngồi: Swaroop Rani, Motilal Nehru và Kamala Nehru khoảng năm 1927.

Năm 1934, mẹ cô, Kamala Nehru, bị quật ngã bởi bệnh lao phổi sau một thời gian dài chữa trị. Khi ấy Indira 17 tuổi, và chưa bao giờ có cơ hội hưởng không khí đầm ấm của gia đình trong suốt thời niên thiếu. Cô theo học tại những trường nổi tiếng của Ấn Độ, Âu châu và Anh Quốc như Santiniketan và Oxford (Somerville College), nhưng thành tích học tập yếu kém đã không giúp cô có được một văn bằng nào. Trong những năm sống ở Anh và Âu châu đại lục, Indira gặp Feroze Gandhi, một thành viên tích cực của đảng Quốc Đại. Họ kết hôn vào năm 1942, ngay trước lúc khởi xướng Phong trào Bất phục tùng Dân sự Ấn Độ (Quit India Movement) – một cuộc cách mạng tối hậu và rộng khắp phát động bởi Mahatma Gandhi và đảng Quốc Đại. Đôi vợ chồng mới cưới bị giam giữ trong vài tháng vì dính líu đến phong trào. Sau khi kết hôn, Indira Priyadarshini Nehru đổi họ theo họ Gandhi của nhà chống. Năm 1944, Rajiv Gandhi chào đời, hai năm sau là Sanjay Gandhi.
Suốt trong giai đoạn hỗn loạn năm 1947 khi người Anh chia cắt lục địa này thành hai quốc gia: Ấn Độ và Pakistan, Gandhi giúp tổ chức những trại tị nạn cũng như cung ứng việc chăm sóc y tế cho hàng triệu người tị nạn đến từ Pakistan. Đó là hoạt động xã hội đầu tiên của cô, và là kinh nghiệm quý báu cho những giai đoạn khó khăn sắp đến.
Gandhi và chồng đến định cư tại Allahabad, ở đây Feroze cùng lúc làm việc cho một nhật báo của đảng Quốc Đại và một công ty bảo hiểm. Cuộc sống hôn nhân có một khởi đầu tốt, nhưng trở nên tồi tệ khi Gandhi đến sống tại Delhi để giúp đỡ cha cô, lúc ấy là Thủ tướng đương chức, đang sống cô độc trong một môi trường đầy áp lực. Cô trở nên người thân tín, thư ký và người chăm sóc cha cô. Hai cậu con trai sống với mẹ, nhưng dần dà cô sống biệt lập với Feroze mặc dù hai người vẫn còn ràng buộc với nhau bởi hôn nhân.
Năm 1951 khi cuộc tổng tuyển cử đến gần, Gandhi điều hành các chiến dịch tranh cử cho cả Nehru và Feroze. Feroze không hỏi ý kiến Nehru khi ra tranh cử, ngay cả khi đắc cử Feroze cũng chọn sống tại một ngôi nhà riêng ở Dehli. Feroze mau chóng phát triển danh tiếng của mình như là một chiến sĩ chống tham nhũng, phát hiện một vụ tai tiếng quan trọng ở công ty bảo hiểm quốc doanh dẫn đến việc từ chức của bộ trưởng tài chính, một phụ tá của Nehru.
Tại đỉnh điểm của tình trạng căng thẳng, Gandhi và chồng quyết định ly hôn. Tuy nhiên, năm 1958, sau khi tái đắc cử, Feroze mắc bệnh tim, căn bệnh đã hàn gắn cuộc hôn nhân của họ. Đến sống với chồng ở Kashmir và giúp chồng hồi phục, gia đình Gandhi ngày càng gắn kết hơn. Nhưng Feroze qua đời ngày 8 tháng 11 năm 1960 khi Indira đang đi cùng Nehru trong một chuyến viếng thăm nước ngoài.

## Vươn đến Quyền lực
Trong năm 1959 và 1960, Gandhi ra tranh cử và đắc cử Chủ tịch Đảng Quốc Đại Ấn Độ. Không có biến động nào trong nhiệm kỳ này. Bà cũng đảm trách việc quản lý nhân sự cho cha. Vì Nehru thường lớn tiếng chỉ trích chủ trương gia đình trị, bà không ra tranh cử trong kỳ bầu cử năm 1962.

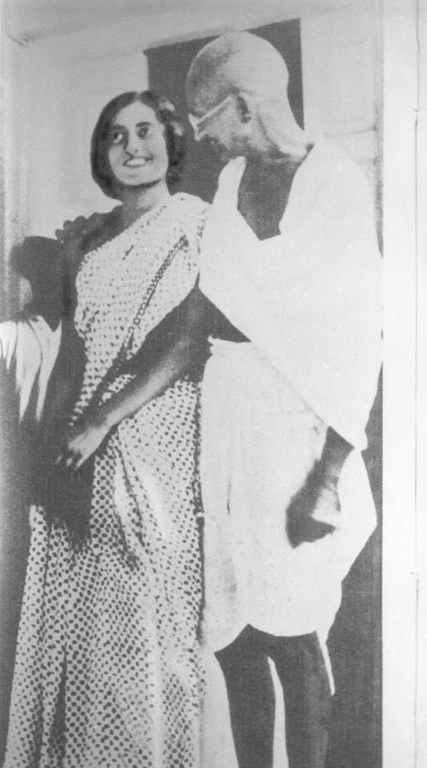
Indira và Mahatma Gandhi, thập niên 1930

Nehru từ trần ngày 24 tháng 5 năm 1964. Theo lời khẩn nài của tân Thủ tướng Lal Bahadur Shastri, Gandhi ra tranh cử và bắt đầu tham chính, được bổ nhiệm Bộ trưởng Thông tin và Phát thanh. Bà đến Madras khi bạo động bùng nổ ở những tiểu bang miền nam không sử dụng tiếng Hindi chống lại việc tiếng Hindi được chọn làm quốc ngữ. Bà nói chuyện với các viên chức địa phương, xoa dịu sự giận dữ của các thủ lĩnh cộng đồng và đôn đốc công cuộc tái thiết khu vực bị ảnh hưởng. Shastri và các bộ trưởng cao cấp tỏ ra bối rối vì ở thế thụ động, dù có lẽ hành động của Gandhi không nhắm vào Shastri cũng không nhằm nâng cao uy tín chính trị của bà. Nhiều nhận xét cho rằng Gandhi ít quan tâm đến các chức năng hành chính của một bộ trưởng, nhưng tỏ ra khôn khéo trong giao tiếp với công chúng, lão luyện trong nghệ thuật chính trị và biết cách vun đắp cho mình hình ảnh thu hút của một chính khách.
Khi cuộc chiến Ấn Độ-Pakistan bùng nổ năm 1965, Gandhi đang trong kỳ nghỉ ở thành phố biên địa Srinagar. Dù đã được quân đội cảnh báo về sự thâm nhập của lực lượng nổi dậy Pakistan đã kề cận thành phố, Gandhi từ chối di chuyển đến Jammu hoặc Dehli. Bà triệu tập chính quyền địa phương và hoan nghênh sự quan tâm của các phương tiện truyền thông trong nỗ lực trấn an dân chúng. Shastri qua đời tại Tashkent, chỉ vài giờ sau khi ký hòa ước với Tổng thống Pakistan Ayub Khan qua trung gian hòa giải của Liên Xô.
Shastri từng được đề cử vì mục tiêu đồng thuận, san bằng khoảng cách giữa cánh tả và cánh hữu cũng như ngăn chặn Morarji Desai, một chính trị gia có khuynh hướng bảo thủ rất được lòng dân. Gandhi là ứng cử viên được hậu thuẫn bởi các nhóm quyền lợi và những nhân vật trung gian có nhiều ảnh hưởng trên các khu vực trong nước, họ nghĩ rằng bà là người dễ bị điều khiển.
Trong cuộc bầu phiếu của Đảng Quốc Đại, Gandhi đánh bại Morarji Desai với số phiếu 355 – 169 để trở thành thủ tướng thứ ba của Ấn Độ và là phụ nữ đầu tiên đảm nhận chức vụ này.

## An ninh Hạt nhân và Cách mạng Xanh
Trong cuộc chiến năm 1971, Hoa Kỳ gởi Đệ Thất Hạm đội đến Vịnh Bengal như là một lời cảnh cáo Ấn Độ chớ sử dụng nạn diệt chủng diễn ra ở Đông Pakistan (nay là Bangladesh) như là cái cớ để tấn công Tây Pakistan (nay là Pakistan), nhất là đối với lãnh thổ đang tranh chấp Kashmir. Động thái này khiến Ấn Độ càng xa lánh thế giới thứ nhất và thúc đẩy Thủ tướng Gandhi dẫn dắt chính sách ngoại giao và an ninh quốc gia theo hướng mới. Những hỗ trợ chính trị và quân sự từ Hiệp ước Hữu nghị và Hợp tác Hỗ tương ký với Liên Xô trước đó góp phần đáng kể vào chiến thắng của Ấn Độ trong cuộc chiến năm 1971.
Gandhi cũng cho đẩy mạnh chương trình hạt nhân quốc gia vì Ấn Độ cảm nhận mối đe dọa hạt nhân từ Cộng hòa Nhân dân Trung Hoa cũng như những quyền lợi của hai siêu cường có thể xung đột với sự ổn định và nền an ninh của Ấn. Bà mời tân Tổng thống Pakistan Zulfikar Ali Bhutto đến Shimla dự cuộc họp thượng đỉnh kéo dài một tuần. Sau những khó khăn ban đầu, hai nhà lãnh đạo ký kết Thỏa hiệp Shimla, ràng buộc hai quốc gia này phải giải quyết tranh chấp Kashmir bằng thương thảo và các biện pháp hòa bình.
Năm 1974, Ấn Độ thực hiện thành công một thí nghiệm hạt nhân dưới mặt đất kế cận ngôi làng Pokhran trong sa mạc ở Rajasthan. Mặc dù miêu tả cuộc thí nghiệm là vì "mục đích hòa bình", từ nay Ấn Độ trở thành cường quốc hạt nhân.
Kế hoạch đổi mới nông nghiệp và các trợ giúp của chính phủ khởi đầu từ thập niên 1960 giúp Ấn Độ thoát khỏi tình trạng thiếu hụt lương thực triền miên, rồi dần dà thặng dư trong sản xuất lúa mì, lúa gạo, sợi, sữa và bắt đầu xuất khẩu thực phẩm và đa dạng hóa sản phẩm nông nghiệp. Tiến trình này được biết đến dưới tên cuộc Cách mạng Xanh. Đồng thời, cuộc Cách mạng Trắng được tiến hành nhằm phát triển công nghiệp sản xuất sữa với mục tiêu kiềm chế nạn suy dinh dưỡng, nhất là trong trẻ em.

## Tình trạng khẩn trương
Sau sự ủy nhiệm mạnh mẽ của cử tri trong năm 1971, chính phủ Gandhi đối diện với nhiều vấn nạn nghiêm trọng. Cấu trúc nội tại của Đảng Quốc Đại lung lay sau nhiều cuộc ly khai, khiến đảng hoàn toàn phụ thuộc vào khả năng lãnh đạo của Gandhi để kiếm phiếu trong các kỳ bầu cử. Cuộc Cách mạng Xanh đã thay đổi cuộc sống của đông đảo người dân thuộc giai tầng thấp trong xã hội Ấn Độ, nhưng không đạt được tốc độ, cũng không được tiến hành theo cung cách như đã hứa. Con số việc làm đang gia tăng cũng không đủ để kìm chế nạn thất nghiệp theo sau sự trì trệ kinh tế toàn cầu gây ra bởi những biện pháp triệt để về dầu hỏa của OPEC.
Vốn đã bị cáo buộc là có khuynh hướng chuyên quyền, nay Gandhi sử dụng thế đa số tại quốc hội để tu chính Hiến pháp nhằm tước khỏi tay các tiểu bang một số quyền lực vốn dành cho họ trong hệ thống liên bang. Đã hai lần chính phủ trung ương áp đặt Quyền cai trị của Tổng thống chiếu theo Điều 356 của Hiến pháp tuyên bố các tiểu bang dưới quyền của đảng đối lập là "rối loạn và không luật pháp" để giành quyền kiểm soát tại những bang này. Các viên chức dân cử và các công sở bất bình trước ảnh hưởng ngày càng gia tăng của Sanjay Gandhi, hiện là cố vấn chính trị thân cận cho Gandhi, thế chỗ của những người như P. N. Haksar, nhà chiến lược đã giúp Gandhi thăng tiến trong chính trường. Những nhân vật nổi tiếng từng là các chiến sĩ đấu tranh cho tự do của Ấn Độ như Jaya Prakash Narayan, Ram Manohar Lohia và Acharya Jivatram Kripalani đều du hành lên miền Bắc, tích cực đăng đàn chống chính phủ Gandhi.
Tháng 6 năm 1975, Tòa Thượng thẩm bang Allahabad buộc tội thủ tướng đương nhiệm đã sử dụng công chức cho chiến dịch bầu cử của bà và cho công tác của đảng Quốc Đại. Trên nguyên tắc, phán quyết này xem cuộc bầu cử là gian lận và tòa án ra lệnh trục xuất Gandhi khỏi Quốc hội cũng như cấm bà tranh cử trong vòng sáu năm.

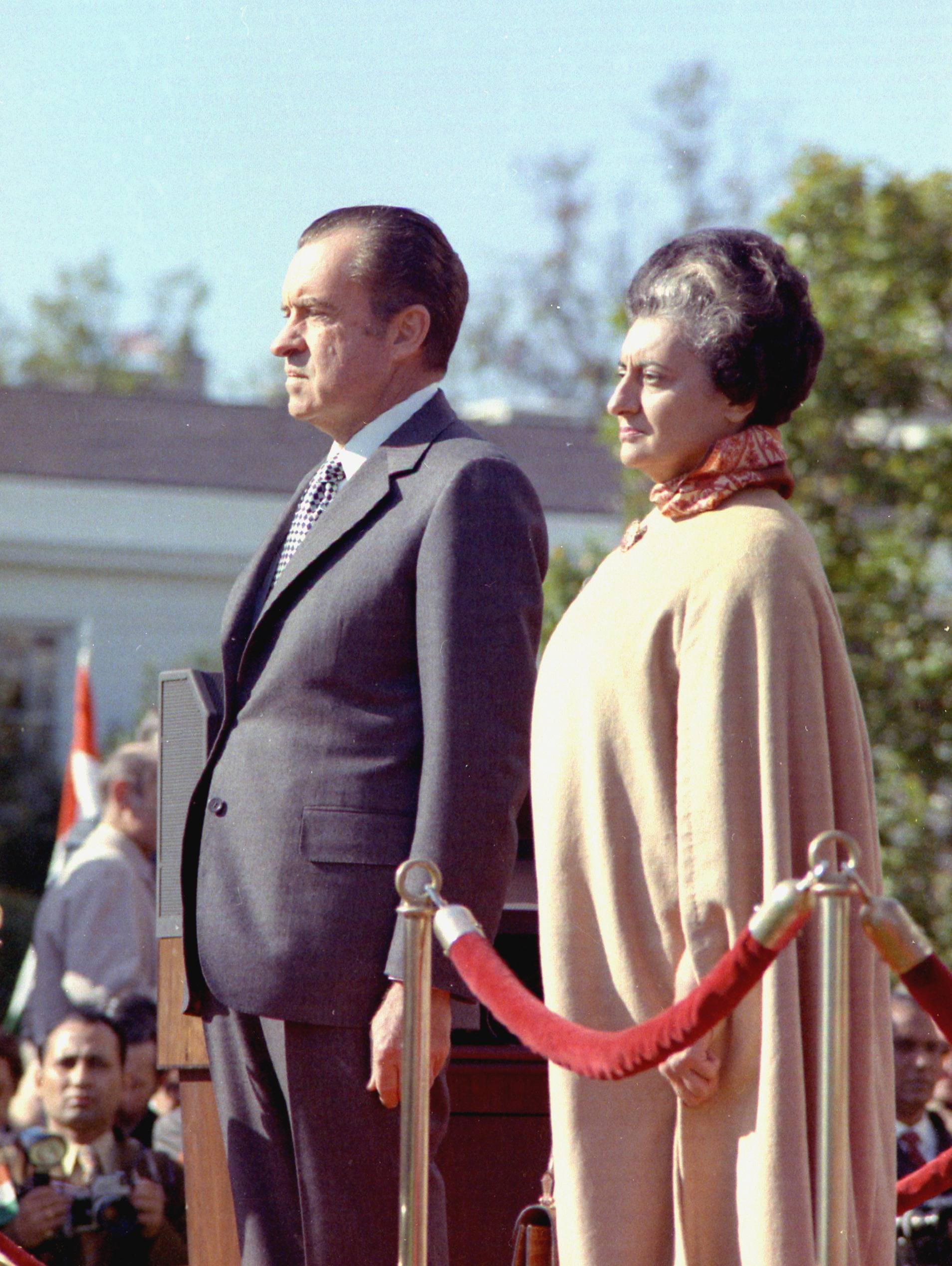
Indira Gandhi và Tổng thống Hoa Kỳ Richard Nixon, năm 1971

Gandhi kháng án; các đảng đối lập tổ chức những cuộc tụ tập đông đảo kêu gọi bà từ chức. Các nghiệp đoàn đình công và các cuộc tụ tập phản kháng làm tê liệt nhiều tiểu bang. Liên minh Janata của J.P. Narayan kêu gọi cảnh sát bất tuân thượng lệnh nếu bị buộc phải bắn vào đám đông không vũ trang. Sự thất vọng của công chúng gia tăng do kinh tế suy thoái và do thái độ thờ ơ của chính phủ. Một đám đông khổng lồ bao vây tòa nhà Quốc hội và tư dinh của Gandhi ở Dehli yêu cầu bà cư xử đúng mực và từ chức.
Thủ tướng Gandhi khuyên Tổng thống Fakhruddin Ali Ahmed công bố tình trạng khẩn trương, tuyên bố các cuộc đình công và tụ tập phản kháng là tạo ra tình trạng "hỗn loạn trong nước". Ahmed là đồng minh chính trị lâu đời, và ở Ấn Độ tổng thống thường hành động theo lời khuyên của thủ tướng. Ngày 26 tháng 6 năm 1975, tình trạng khẩn trương được ban hành chiếu theo Điều 352 của Hiến pháp.
Ngay cả khi quốc hội chưa kịp phê chuẩn Công bố Tình trạng Khẩn trương, Gandhi kêu gọi cảnh sát và quân đội phá vỡ các cuộc đình công và phản kháng, ra lệnh bắt giữ các thủ lĩnh đối lập ngay trong đêm. Nhiều người trong số họ từng ngồi tù thời thuộc địa Anh trong thập niên 1930 và 1940. Cảnh sát được giao quyền thiết lập giới nghiêm và giam giữ không hạn chế, trong khi các phương tiện truyền thông đại chúng bị kiểm duyệt trực tiếp bởi Bộ Thông tin và Phát thanh. Các cuộc bầu cử bị hoãn vô thời hạn, chính quyền những tiểu bang không ở dưới quyền kiểm soát của đảng Quốc Đại bị giải tán.
Thủ tướng thúc đẩy thông qua một loạt các dự luật và tu chính hiến pháp mà không có nhiều tranh luận. Đáng lưu ý là một nỗ lực tu chính hiến pháp không chỉ để bảo vệ thủ tướng lúc đương chức mà còn ngăn cản mọi sự truy tố thủ tướng sau khi rời nhiệm sở. Rõ ràng là Gandhi đang cố bảo vệ mình khỏi bị truy tố một khi tình trạng khẩn trương bị thu hồi.
Gandhi thúc đẩy Tổng thống Fakhruddin Ali Ahmed ban hành sắc luật mà không thông qua Quốc hội, cho phép bà – và Sanjay – cai trị bằng sắc lệnh. Inder Kumar Gujral, Bộ trưởng Thông tin và Truyền thanh, từ chức để phản đối Sanjay đã can thiệp vào chức trách của ông.
Tình trạng Khẩn trương kéo dài 19 tháng. Trong giai đoạn này, bất kể những xung đột chính trị, đất nước trải qua những tiến bộ đáng kể trong lĩnh vực kinh tế và công nghiệp, chủ yếu là do chấm dứt được những cuộc đình công ở nhà máy, bãi khóa ở trường học và kìm chế các nghiệp đoàn và hiệp hội sinh viên. Đồng bộ với sự xuất hiện của các loại biểu ngữ ở khắp mọi nơi "Baatein kam, kaam zyada" (Nói ít Làm nhiều) là gia tăng sản xuất và cải cách hành chính. Nhiệt tâm của các viên chức chính phủ giúp kiềm chế nạn trốn thuế, mặc dù tình trạng tham nhũng vẫn tiếp tục tồn tại. Sản phẩm công nghiệp và nông nghiệp gia tăng đáng kể nhờ chương trình hành động 20 điểm của Gandhi; lợi tức gia tăng và vị thế của nền tài chính quốc gia được nâng cao trong cộng đồng quốc tế. Như thế, giới trung lưu đô thị cảm thấy được đền bù cho những bất bình trong chính sự.
Cùng lúc là một chiến dịch mạnh tay được tiến hành nhằm loại trừ những người chống đối như giam cầm và tra tấn hàng ngàn nhà hoạt động chính trị; dẹp sạch những khu nhà ổ chuột ở vùng Jama Masjid thuộc Dehli theo lệnh của Sanjay, khiến hàng người thiệt mạng và hàng trăm ngàn người trở nên vô gia cư dẫn đến tình trạng các khu nhà ổ chuột phát triển tràn lan khắp thủ đô; chương trình kế hoạch hóa gia đình buộc hàng ngàn ông bố cắt ống dẫn tinh do điều hành tồi khiến công chúng phẫn nộ phản kháng lại mọi nỗ lực kế hoạch hóa gia đình mãi cho đến thế kỷ 21.
Năm 1977, do nhận định sai về uy tín của mình, Gandhi tổ chức bầu cử và thất bại thảm hại trước Đảng Janata. Đảng Janata đang đặt dưới quyền lãnh đạo của Desai, đối thủ lâu đời của Gandhi, và Narayan, nhà lãnh đạo tinh thần của đảng. Janata tuyên bố kỳ bầu cử là cơ hội sau cùng cho người dân Ấn chọn lựa giữa "dân chủ và chuyên quyền". Trái với mọi dự đoán, đặc biệt ở phương Tây, Gandhi khiêm nhường đồng ý rút lui.

## Thất sủng, giam cầm, và hồi sinh
Desai nhậm chức thủ tướng và Neelam Sanjiva Reddy trở thành tổng thống Ấn Độ. Gandhi mất ghế ở quốc hội và nhận ra rằng bà không còn việc làm, lợi tức và tư dinh. Đảng Quốc Đại bị phân hóa, những người từng ủng hộ bà như Jagjivan Ram bỏ sang đảng Janata. Đảng Quốc Đại (Gandhi) nay chỉ còn là một nhúm đối lập nhỏ ở Quốc hội. Do những tranh chấp nội bộ, chính phủ liên hiệp Janata tỏ ra không đủ uy tín để kiểm soát tình thế, Bộ trưởng Nội vụ Choudhary Charan Singh ra lệnh tống giam Indira và Sanjay Gandhi dựa trên một số cáo buộc không chính đáng. Tuy nhiên, việc bắt giữ và xét xử kéo dài khiến hình ảnh một phụ nữ yếu đuối bị ngược đãi làm thay đổi tình cảm của công chúng và là nhân tố dẫn đến sự hồi sinh chính trị cho Gandhi.
Các thành phần trong Chính phủ liên hiệp Janata đã gắn kết với nhau do căm ghét Gandhi, nhưng khi tự do được hồi phục chính phủ lại lún sâu trong những tranh chấp nội bộ đến nỗi không ai quan tâm đến những nhu cầu thiết yếu của bà. Gandhi liền tận dụng tình thế để biến thành lợi thế. Bà khởi sự diễn thuyết trước công chúng, khôn khéo nhận lỗi về những sai sót đã phạm trong thời kỳ Khẩn trương, và tìm kiếm sự ủng hộ từ những nhân vật được tôn trọng như Vinoba Bhave. Tháng 6 năm 1979, Desai phải từ chức, Singh được tổng thống bổ nhiệm vào chức thủ tướng.
Singh cố gắng thành lập chính phủ với liên minh Janata của ông nhưng không giành được thế đa số. Sự kiện Charan Singh chấp nhận thương thảo với Gandhi để tìm kiếm sự hậu thuẫn của các dân biểu thuộc đảng Quốc Đại khiến nhiều người tức giận vì cho rằng Singh không ngần ngại ve vãn đối thủ chính trị lớn nhất của liên minh Janata. Sau một thời gian ngắn, Gandhi rút lại sự ủng hộ ban đầu, Tổng thống Reddy giải tán Quốc hội, quyết định tổ chức bầu cử trong năm 1980. Đảng Quốc Đại của Gandhi trở lại cầm quyền với đa số áp đảo.
Indira Gandhi được tặng Giải thưởng Hòa bình Lenin (cho năm 1983–1984). Năm 1985, bà được nhà nước Việt Nam truy tặng Huân chương Sao Vàng vì những đóng góp trong việc thúc đẩy phát triển kinh tế và ngoại giao của hai nước Việt Nam – Ấn Độ, trở thành người phụ nữ nước ngoài duy nhất được tặng thưởng huân chương này.

## Chiến dịch Blue Star và vụ Ám sát
Trong những năm cuối đời, Gandhi vướng mắc vào nhiều khó khăn liên quan đến tiểu bang Punjab khi nơi này ủng hộ mạnh mẽ đảng phái của người Sikh. Một thủ lĩnh tôn giáo địa phương, Jarnail Singh Bhindranwale được chi bộ đảng Quốc Đại hậu thuẫn và xem ông là một sự thay thế cho đảng Akali Dal, nhưng Bhindranwale bị chỉ trích kịch liệt như một kẻ cực đoan và chủ trương ly khai khi các hoạt động của người này trở nên bạo động. Tháng 9 năm 1981, Bhindranwale bị bắt giữ tại Amritsar, nhưng được trả tự do 25 ngày sau đó vì thiếu chứng cứ. Bhindranwale rút về căn cứ địa ở Mehta Chowk với Guru Nanak Niwas bên trong khu vực biệt lập của Đền Vàng (Harmandir Sahib - ngôi đền linh thiêng nhất của người theo đạo Sikh).
Bối rối vì sự bành trướng sức mạnh quân sự của nhóm Bhindrawale, ngày 3 tháng 6 năm 1984, Gandhi cho phép quân đội tấn công Đền Vàng để trục xuất Bhindranwale và đồng bọn. Hậu quả là Bhindranwale bị giết, ngôi đền bị tàn phá nặng nề, nhiều di tích tôn giáo bị hư hại. Biến cố này gây nên sự phẫn nộ đối với nhiều người Sikh vì điều họ xem là một sự xúc phạm đối với nơi thờ phụng thiêng liêng nhất của họ. Kể từ đó, người theo đạo Sikh ở Ấn Độ coi bà Indira Gandhi phải chịu trách nhiệm cho thảm kịch đẫm máu trên.
Sau vụ việc, các cố vấn của bà Indira đề nghị nữ thủ tướng loại bỏ hết các thành viên đội cận vệ, vệ sĩ có nguồn gốc là người Sikh vì lý do an ninh. Bà Indira đã khước từ lời đề nghị này vì nhiều người thân cận đã theo bà hàng chục năm kể từ khi lên nắm quyền.
Các cố vấn đề nghị bà mặc áo chống đạn mỗi khi ra ngoài, ngồi trên xe chống đạn và có đội ngũ bác sĩ, y tế luôn túc trực 24/24.
Bà Indira miễn cưỡng mặc áo chống đạn nhưng nhiều lần tự cởi ra vì lý do không thoải mái. Đội ngũ y tế cũng phải tránh xa tầm mắt bà.
Ngày 31 tháng 10 năm 1984, hai người Sikh thuộc toán cận vệ của Gandhi, Satwant Singh và Beant Singh, ám sát bà ngay trong khu vườn của Tư dinh Thủ tướng tại số 1 đường Safdarjung ở New Dehli. Lúc ấy, Gandhi đang dạo bước nói chuyện với diễn viên người Anh Peter Ustinov trong một cuộc phỏng vấn như là một phần của bộ phim tư liệu thực hiện cho truyền hình Ireland. Khi bước qua chiếc cổng nhỏ, bà cúi chào theo phong tục Ấn, Satwant và Beant đang đứng gác, hai người liền nổ súng. Gandhi từ trần khi đang trên đường đến bệnh viện.
Indira Gandhi được hỏa táng ngày 3 tháng 11, tại Shakti Sthal, gần Raj Ghat (nơi hỏa táng Mahatma Gandhi).
"Nếu tôi chết ngày hôm nay, từng giọt máu của tôi sẽ tiếp thêm sinh lực cho quốc gia và dân tộc Ấn Độ vĩ đại", đó là câu nói cuối cùng trước công chúng của bà Indira, một ngày trước khi bà bị ám sát.
Sau cái chết của Gandhi, những cuộc bạo động chống người Sikh bùng nổ khắp New Delhi khiến hàng ngàn người thiệt mạng và nhiều người khác mất nhà cửa.
Trong suốt cuộc đời mình, Indira Gandhi không chỉ thay đổi đất nước Ấn Độ mà còn làm thay đổi quốc gia Pakistan kế cận.

## Gia tộc Nehru-Gandhi
Lúc đầu, Sanjay được chọn là người thừa kế Indira, nhưng sau khi Sanjay thiệt mạng trong một tai nạn phi cơ, bà cố thuyết phục người con trai trưởng, Rajiv Gandhi, từ bỏ công việc của một phi công hàng không dân dụng để bước vào chính trường vào tháng 1 năm 1981. Sau khi mẹ chết, Rajiv trở thành thủ tướng; đến tháng 5 năm 1991, ông bị ám sát, lần này do các thành viên của tổ chức Hổ Tamil. Vợ góa của Rajiv, Sonia Gandhi, sinh trưởng tại Ý, lãnh đạo một liên minh với thành phần chính là đảng Quốc Đại đến chiến thắng bất ngờ trong kỳ bầu cử năm 2004, loại bỏ Atal Behari Vajpayee và Liên minh Quốc gia Dân chủ khỏi chính quyền.
Sonia Gandhi từ chối cơ hội trở thành thủ tướng nhưng vẫn duy trì quyền kiểm soát bộ máy quyền lực của đảng Quốc Đại; Tiến sĩ Manmohan Singh được chọn để lãnh đạo chính phủ. Các con của Rajiv, Rahul Gandhi và Priyanka Gandhi, đã khởi đầu sự nghiệp chính trị. Vợ góa của Sanjay Gandhi, Maneka Gandhi, sau khi chồng chết, đã tách khỏi ảnh hưởng của nhạc mẫu, cùng với con trai, Varun Gandhi, hoạt động tích cực với tư cách là thành viên của đảng BJB đối lập.
Cần lưu ý rằng Indira Gandhi và các thành viên Gia tộc Nehru-Gandhi không có quan hệ họ hàng gì với Mohandas Gandhi, dù ông là một người bạn của gia đình.